# Culex sutili
Culex sutili är en tvåvingeart som beskrevs av Cova Garcia och Pulido F. 1974. Culex sutili ingår i släktet Culex och familjen stickmyggor.
Artens utbredningsområde är Venezuela. Inga underarter finns listade i Catalogue of Life.